# Нідербромбах
Нідербромбах (нім. Niederbrombach) — громада в Німеччині, розташована в землі Рейнланд-Пфальц. Входить до складу району Біркенфельд. Складова частина об'єднання громад Біркенфельд.
Площа — 7,28 км2. Населення становить 485 ос. (станом на 31 грудня 2020).

## Галерея

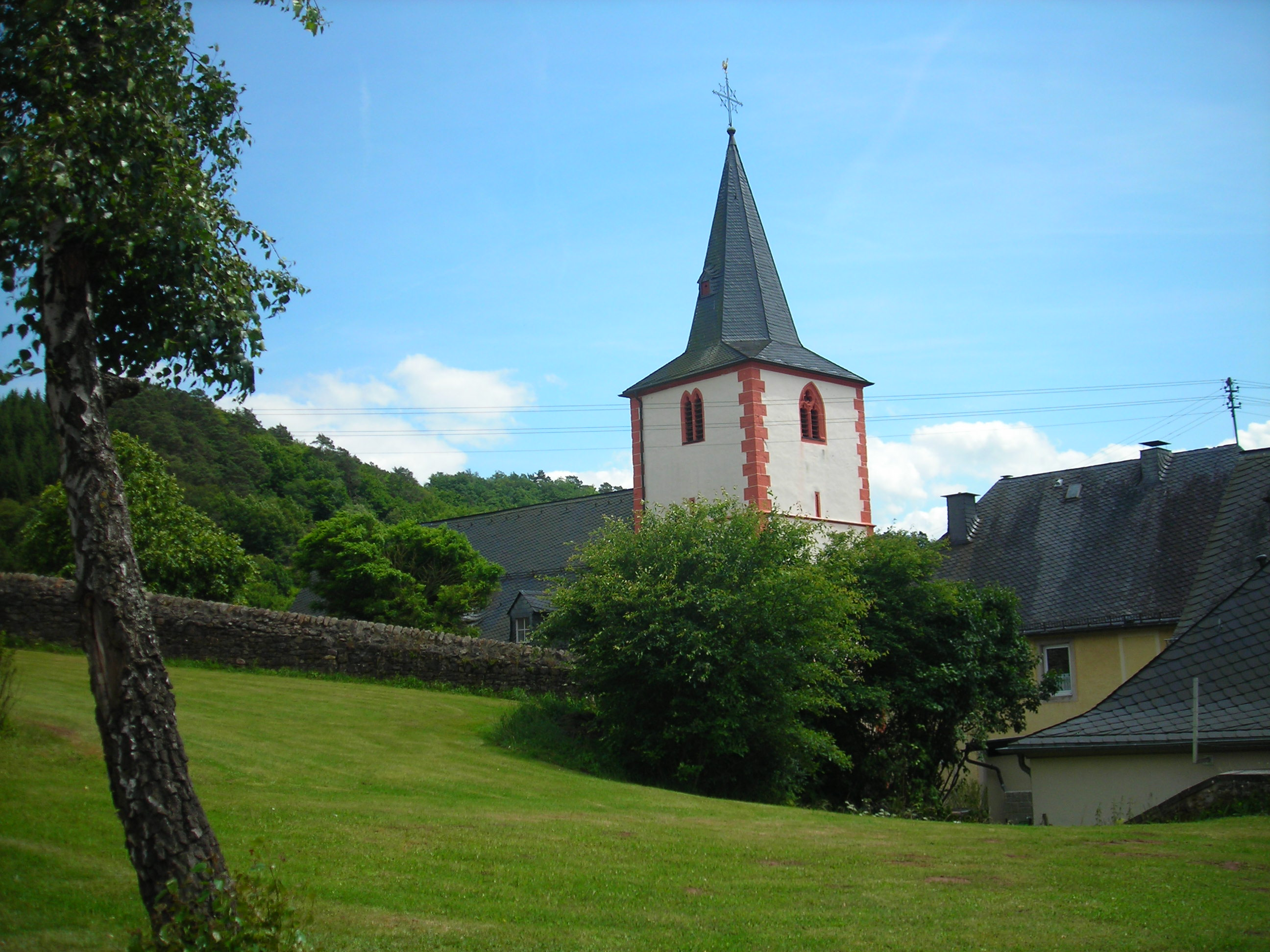